# Nuisement-sur-Coole
Nuisement-sur-Coole és un municipi francès, situat al departament del Marne i a la regió del Gran Est. L'any 2007 tenia 313 habitants.

## Demografia

### Població
El 2007 la població de fet de Nuisement-sur-Coole era de 313 persones. Hi havia 118 famílies, de les quals 16 eren unipersonals (4 homes vivint sols i 12 dones vivint soles), 39 parelles sense fills, 51 parelles amb fills i 12 famílies monoparentals amb fills.
La població ha evolucionat segons el següent gràfic:
Habitants censats

### Habitatges
El 2007 hi havia 134 habitatges, 117 eren l'habitatge principal de la família, 3 eren segones residències i 14 estaven desocupats. Tots els 134 habitatges eren cases. Dels 117 habitatges principals, 108 estaven ocupats pels seus propietaris, 8 estaven llogats i ocupats pels llogaters i 1 estava cedit a títol gratuït; 1 tenia dues cambres, 4 en tenien tres, 18 en tenien quatre i 94 en tenien cinc o més. 104 habitatges disposaven pel capbaix d'una plaça de pàrquing. A 34 habitatges hi havia un automòbil i a 75 n'hi havia dos o més.

### Piràmide de població
La piràmide de població per edats i sexe el 2009 era:
| Homes | Edats   | Dones |
| ----- | ------- | ----- |
| 0     | 95 o +  | 0     |
| 0     | 90 a 94 | 0     |
| 0     | 85 a 89 | 0     |
| 4     | 80 a 84 | 4     |
| 8     | 75 a 79 | 0     |
| 8     | 70 a 74 | 12    |
| 4     | 65 a 69 | 8     |
| 0     | 60 a 64 | 8     |
| 4     | 55 a 59 | 8     |
| 16    | 50 a 54 | 8     |
| 12    | 45 a 49 | 8     |
| 16    | 40 a 44 | 8     |
| 12    | 35 a 39 | 20    |
| 4     | 30 a 34 | 8     |
| 4     | 25 a 29 | 4     |
| 4     | 20 a 24 | 4     |
| 8     | 15 a 19 | 8     |
| 12    | 10 a 14 | 12    |
| 12    | 5 a 9   | 8     |
| 4     | 0 a 4   | 12    |

## Economia
El 2007 la població en edat de treballar era de 207 persones, 162 eren actives i 45 eren inactives. De les 162 persones actives 158 estaven ocupades (83 homes i 75 dones) i 4 estaven aturades (2 homes i 2 dones). De les 45 persones inactives 21 estaven jubilades, 13 estaven estudiant i 11 estaven classificades com a «altres inactius».

### Ingressos
El 2009 a Nuisement-sur-Coole hi havia 124 unitats fiscals que integraven 342 persones, la mediana anual d'ingressos fiscals per persona era de 22.773 €.

### Activitats econòmiques
Dels 16  establiments que hi havia el 2007, 1 era d'una empresa de fabricació d'altres productes industrials, 7 d'empreses de construcció, 2 d'empreses de comerç i reparació d'automòbils, 2 d'empreses de transport, 1 d'una empresa d'hostatgeria i restauració, 1 d'una empresa de serveis i 2 d'entitats de l'administració pública.
Dels 8 establiments de servei als particulars que hi havia el 2009, 1 era un taller de reparació d'automòbils i de material agrícola, 1 paleta, 2 guixaires pintors, 1 fusteria, 1 lampisteria, 1 electricista i 1 restaurant.
L'any 2000 a Nuisement-sur-Coole hi havia 19 explotacions agrícoles que ocupaven un total de 1.788 hectàrees.

## Equipaments sanitaris i escolars
El 2009 hi havia una escola maternal.

## Poblacions més properes
El següent diagrama mostra les poblacions més properes.